# Ferkla El Oulia
Ferkla El Oulia (àrab فركلة العليا, Farkla al-ʿUlyāʾ; en amazic ⴼⵔⴽⵍⴰ ⵏ ⵡⴰⴼⵍⵍⴰ) és una comuna rural de la província d'Errachidia, a la regió de Drâa-Tafilalet, al Marroc. Segons el cens de 2014 tenia una població total de 22.722 persones.